# Georg Wilhelm (Schaumburg-Lippe)

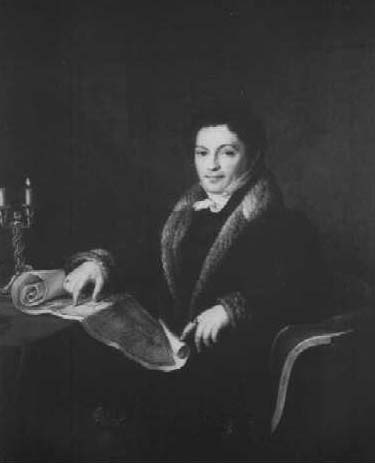
Fürst Georg Wilhelm zu Schaumburg-Lippe

Ida zu Waldeck-Pyrmont, Fürstin zu Schaumburg-Lippe

Georg Wilhelm zu Schaumburg-Lippe (* 20. Dezember 1784 in Bückeburg; † 21. November 1860 ebenda) war von 1787 – zunächst unter der Regentschaft seiner Mutter – bis 1807 Graf von Schaumburg-Lippe, und wurde anschließend nach seinem Beitritt zum Rheinbund erster Fürst von Schaumburg-Lippe. Von 1842 bis 1860 gehörte ihm die Herrschaft Nachod in Ostböhmen.

## Leben
Er war der Sohn von Graf Philipp II. (1723–1787) und dessen zweiter Ehefrau, der Prinzessin Juliane von Hessen-Philippsthal (1761–1799), einer Tochter des Landgrafen Wilhelm von Hessen-Philippsthal und der Prinzessin Ulrike Eleonore von Hessen-Philippsthal-Barchfeld.
1816 erließ Georg Wilhelm eine erste ständische Verfassung, 1854 trat sein Land dem preußischen Zollgebiet bei. 
Seiner Gemahlin ließ er 1847 den Idaturm errichten, 1848 veranlasste er den Bau Wilhelmsturms bei Wölpinghausen.
Im Jahr 1816 heiratete Georg Wilhelm in Arolsen die Prinzessin Ida Karoline Luise zu Waldeck-Pyrmont (1796–1869), eine Tochter des Fürsten Georg zu Waldeck-Pyrmont und der Prinzessin Auguste von Schwarzburg-Sondershausen. Aus der Ehe, die allen Berichten zufolge harmonisch verlief, gingen neun Kinder hervor:
- Adolf I. (1817–1893) ⚭ 1844 Prinzessin Hermine zu Waldeck-Pyrmont (1827–1910)
- Mathilde Auguste (1818–1891) ⚭ 1843 Herzog Eugen Erdmann von Württemberg (1820–1875)
- Adelheid Christine (1821–1899) ⚭ 1841–1848 Herzog Friedrich von Schleswig-Holstein-Sonderburg-Glücksburg ⚭ 1854 ihren ersten Ehemann erneut
- Ernst August (1822–1831)
- Ida Marie Auguste (1824–1894)
- Emma Auguste (1827–1828)
- Wilhelm Karl August (1834–1906), Gründer der Sekundogenitur Náchod ⚭ 1862  Prinzessin Bathildis Amalgunde von Anhalt-Dessau
- Hermann Otto (*/† 1839)
- Elisabeth Wilhelmine (1841–1926) ⚭ 1866–1868 Fürst Wilhelm von Hanau (1836–1902)